# Судаков, Гурий Васильевич
Гу́рий Васи́льевич Судако́в (род. 13 августа 1940, д. Куракино Кадуйского района Вологодской области) — советский и российский лингвист, политический деятель, председатель Законодательного Собрания Вологодской области (1995—1996).

## Биография
В 1962 году окончил Вологодский государственный педагогический институт, получив специальность учителя русского языка, литературы и истории.
В 1962—1964 годах проходил службу в рядах Советской Армии.
В 1972—1985 годах — доцент кафедры русского языка, декан факультета русского языка и литературы, проректор по учебной работе, а с 1985 по 1990 год — декан факультета, заведующий кафедрой русского языка Вологодского пединститута. В настоящее время заведующий кафедрой русского языка, журналистики и теории коммуникации Вологодского государственного университета, заместитель председателя, главный редактор научно-редакционного совета «Вологодской энциклопедии».
Профессор (с 1987 года), доктор филологических наук (с 1986 года), заслуженный работник высшей школы Российской Федерации (с 2008 год). Автор свыше 230 опубликованных работ. Награждён орденом «Знак Почёта» и медалью «Ветеран труда», поощрён Благодарностью Президента Российской Федерации (1996).
С 2002 по 2015 год — председатель Комиссии при губернаторе Вологодской области по вопросам помилования.
В 2014 году был награждён почетным званием «Почетный гражданин города Вологды». (Постановление Администрации города Вологды от 27.06.2014 № 4489)
Брат — В. В. Судаков (1942—2014), ректор Вологодского государственного педагогического института, затем — Вологодского института развития образования.

## Общественно-политическая деятельность
В 1990—1991 годах избирался заместителем председателя и председателем Вологодского областного Совета народных депутатов. В августе 1991 года созвал и организовал проведение экстренного заседания Совета народных депутатов, на котором было принято заявление в поддержку Бориса Ельцина.
В 1991—1995 годах — полномочный Представитель Президента РФ в Вологодской области.
На выборах 20 марта 1994 года был избран депутатом Законодательного Собрания области по Центральному избирательному округу № 1 города Вологды.
С марта 1994 года возглавлял комиссию депутатов Собрания по законодательству и вопросам местного самоуправления, с мая 1995 года был председателем комиссии по социальной политике, с 14 сентября 1995 по 8 февраля 1996 года — председателем Законодательного Собрания области, с апреля 1996 по апрель 1998 года — председателем постоянного комитета Законодательного Собрания области по социальной политике.
В 1995—2008 годах — председатель Вологодской региональной организации партии «Яблоко».
Член Совета Федерации Федерального Собрания Российской Федерации от Вологодской области с 23 января по 22 февраля 1996 года. С января 1996 года — член Комитета СФ по международным делам, в феврале 1996 года — заместитель председателя Комиссии СФ по Регламенту и парламентским процедурам.
В октябре 1996 г. баллотировался на пост главы администрации г. Вологды, но избран не был (13,6 %, второе место).